# 西瓦鹿
西瓦鹿，又名濕婆獸，是長頸鹿科已灭绝的一属，分佈在非洲至南亞。其下於非洲發現的S. maurusium曾一度被分類在Libytherium屬中。
S. giganteum的化石發現於喜馬拉雅山脈山麓地帶地質年代約西元一百萬年前的地層。S. maurusium可能直到8,000年前才滅絕，因為在撒哈拉沙漠與中央邦地區的岩畫中有出現類似的描繪。

## 描述

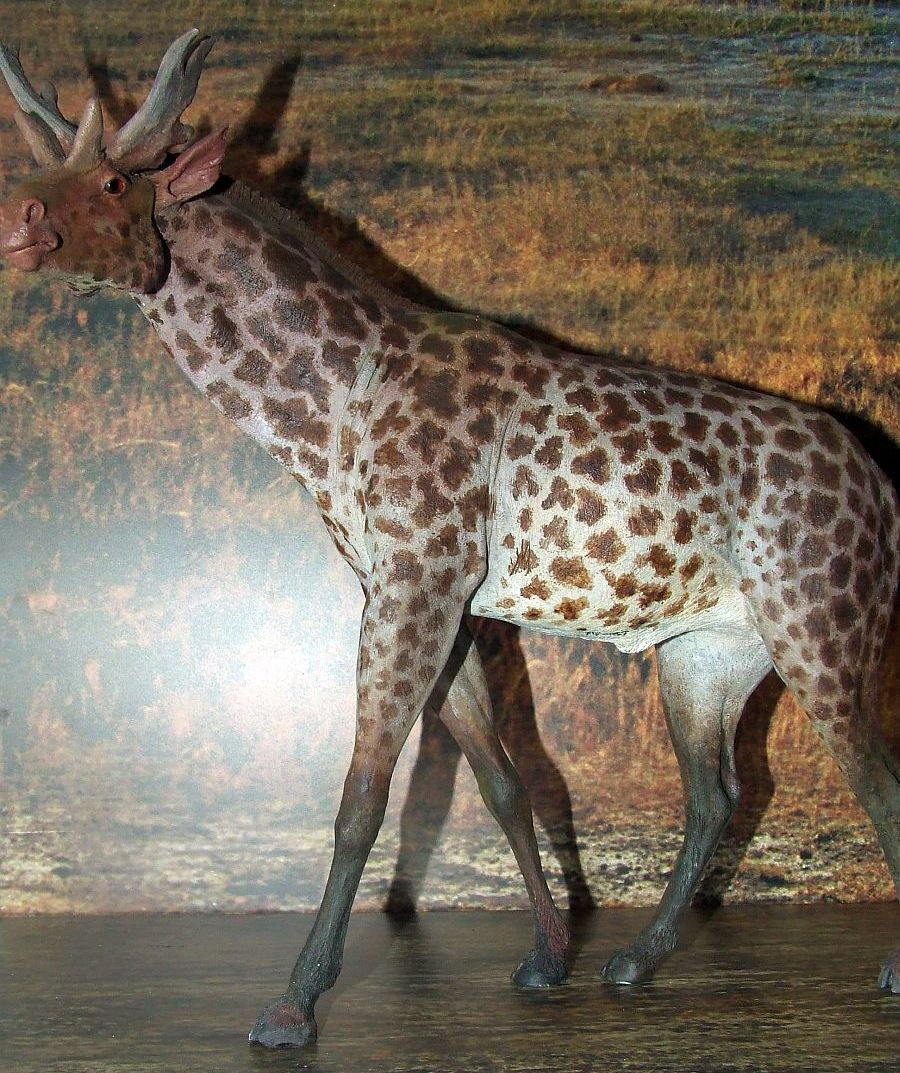
近似於長頸鹿的西瓦鹿重建模型，展示於波蘭科學院演化博物館

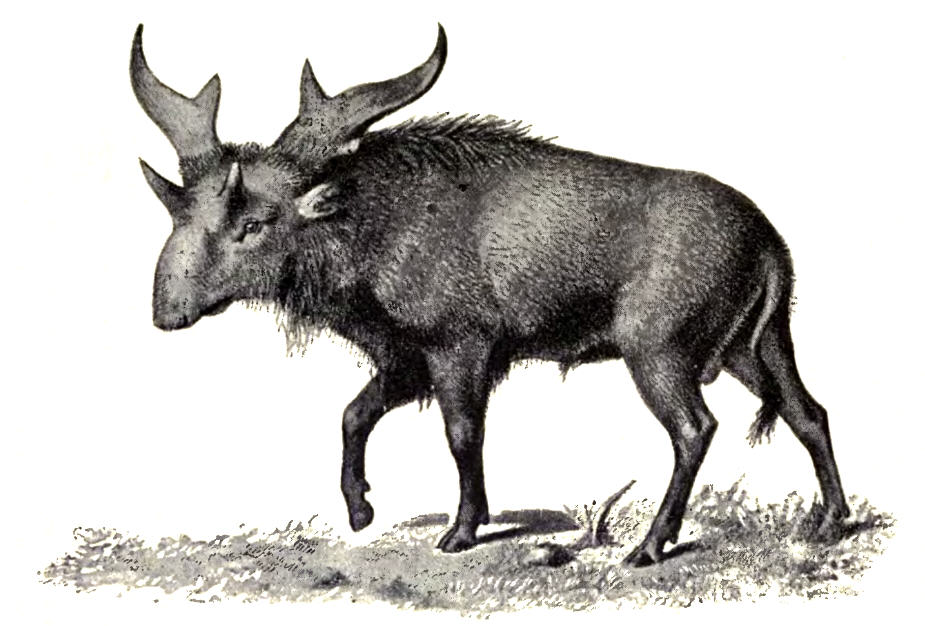
過時，較類似於麋鹿的西瓦鹿復原圖

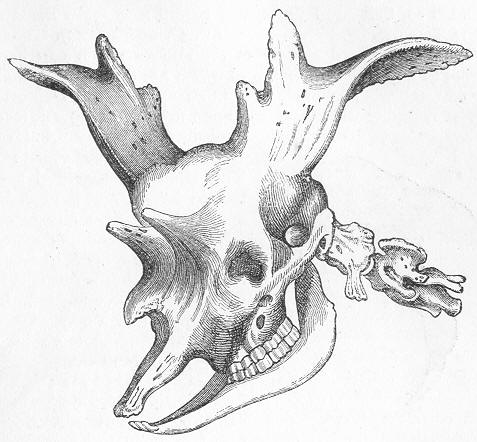
西瓦鹿的頭顱骨。

西瓦鹿外觀像現今的霍加狓，但體型較大及粗壯，肩高達2.2米（7.2英尺），總高度可達3米（9.8英尺），體重則可達400—500（880—1,100磅）。一個更新的估計顯示西瓦鹿的體重可能重達1,250（2,760磅），這讓西瓦鹿成為目前已知最大型的反芻動物，此估計體重不含雄性鹿角的重量，因此實際體重可能更重。牠有一對很闊的鹿角，眼睛上則有第二對鹿角。牠的肩膀非常強壯，可以支撐頸部肌肉及重的頭顱骨。

## 參看
- 原利比鹿

## 延伸閱讀
- Barry Cox, Colin Harrison, R.J.G. Savage, and Brian Gardiner. (1999): The Simon & Schuster Encyclopedia of Dinosaurs and Prehistoric Creatures: A Visual Who's Who of Prehistoric Life. Simon & Schuster.
- David Norman. (2001): The Big Book Of Dinosaurs. pg. 228, Walcome books.